# Handball-Bayernliga 1961/62
Die Saison 1961/62 der Handball-Bayernliga war die vierte Spielzeit der bayerischen Handballliga, die als eine der höchsten Spielklassen im deutschen Ligensystem eingestuft war.

## Bayerische Meisterschaft
Meister Ansbach und Vizemeister Zirndorf konnten sich für die Endrunde zur „Süddeutschen Meisterschaft“ qualifizieren. Der TSV Zirndorf hatte gegenüber dem punktgleichen ESV München-Laim um 8 Treffer die bessere Tordifferenz.

### Modus
Es spielte jedes Team nur einmal gegeneinander, ohne Rückrunde. So war bereits nach 7 Spieltagen die Meisterschaft entschieden. Meister und Vizemeister waren zur Teilnahme an der „Süddeutschen Meisterschaft“ qualifiziert, Platz 6 bis 8 waren der Absteiger.

## Teilnehmer
An der Bayernliga 1961/62 nahmen 8 Mannschaften teil. Titelverteidiger war die Regensburger Turnerschaft und neu in der Liga waren die Aufsteiger MTSV Schwabing und TSV 1861 Zirndorf. Nicht mehr dabei war der Vorsaisonabsteiger TV 1848 Erlangen.

### Abschlusstabelle
|    | Mannschaft            | Spiele | Punkte |
| -- | --------------------- | ------ | ------ |
| 1. | TSV 1860 Ansbach      | 7      | 14:0   |
| 2. | TSV 1861 Zirndorf (N) | 7      | 8:6    |
| 3. | ESV München-Laim      | 7      | 8:6    |
| 4. | Post SV München       | 7      | 6:8    |
| 5. | Regensburger TS (M)   | 7      | 6:8    |
| 6. | MTSV Schwabing (N)    | 7      | 6:8    |
| 7. | TSV 09 Landshut       | 7      | 5:9    |
| 8. | TG 1848 Würzburg      | 7      | 3:11   |

Bereich des „Bayer. Handballverbandes“ (BHV)

(M) = Meister (Titelverteidiger) (N) = Neu in der Liga (Aufsteiger) 

Bayerischer Meister und für die Endrunde zur Süddeutschen Meisterschaft qualifiziert
Für die Endrunde zur Süddeutschen Meisterschaft 1962 qualifiziert
 Für die Bayernliga 1962/63 qualifiziert
Absteiger